# 285-я стрелковая дивизия
285-я стрелковая Домбровская ордена Богдана Хмельницкого дивизия — воинское соединение Вооружённых Сил СССР в Великой Отечественной войне.

## История
Формирование дивизии начато в июле 1941 года в Костроме из военнообязанных Горьковской, Ярославской, Калининской, Ивановской и Вологодской областей.
В составе действующей армии с 25 августа 1941 по 11 октября 1944, с 7 ноября 1944 по 30 ноября 1944 и с 11 декабря 1944 по 11 мая 1945 года.
В конце августа 1941 года сосредоточилась в районе Марицы для обороны города Льгов, но уже в сентябре 1941 года была переброшена на север. Заняла позиции северо-западнее Киришей у Посадникова Острова. Первые атаки частей 11-й пехотной дивизии в ходе немецкого наступления на Тихвин были отбиты дивизией
Активное немецкое наступление в полосе дивизии началось только с утра 24 октября 1941 года. В первый же день наступления немецким войскам удаётся потеснить дивизию на 5-10 километров в сторону Оломны и вынудили её отступать по лесам и болотам в направлении Оломна — Войбокало
К 10 ноября 1941 года остатки дивизии оставили с боем деревню Залесье и закрепились в деревне Чернецкое, где в конце концов с помощью 122-й танковой бригады остановила немецкое наступление. Один из полков дивизии (1017-й) отступил к Волхову и принимал непосредственное участие в обороне Волхова. С 18 ноября 1941 года переходит в наступление в общем направлении Войбокало — Кириши. На 18 декабря 1941 года дивизия ведёт бои в районе Хотовской Горки, на 23 декабря 1941 года уничтожает противника в Хотово, имея задачу наступления на Криваши и Глажево, на 24 декабря 1941 года имеет задачу овладеть Глажево, в дальнейшем наступать за 3-й гвардейской стрелковой дивизией, на 25 декабря 1941 года имеет задачу уничтожить противника в Криваши, в дальнейшем наступать на Лаховы и к исходу дня сосредоточиться вместе с 3-й гвардейской стрелковой дивизией в Оломне для наступления на Погостье. Дивизия переходит в наступление 28 декабря 1941 года из района Бараки Западные в направление Погостья. К 30 декабря 1941 года дивизия передовыми частями вышла к железной дороге Кириши — Мга в 2 километрах юго-восточнее станции Погостье и с этого момента надолго завязла там в боях. 31 декабря 1941 года дивизия перерезала железную дорогу и начала пробиваться на Кондую. 6 января 1942 года дивизия ещё более расширила прорыв у разъезда Жарок, однако, части дивизии были отброшены обратно за дорогу, при этом 1015-й стрелковый полк попал в окружение, пробившись к своим оставил противнику своих раненых бойцов в количестве 244 человека. 14 января 1942 года дивизия сумела овладеть разъездом Жарок, но была выбита и отошла. 24 января 1942 года предпринимает попытку наступления на Погостье. Ведёт непрерывные бои с большими потерями за полотно железной дороги и разъезд Жарок до весны 1942 года. На 11 марта 1942 года насчитывает в своём составе только 625 активных штыков. Наконец, 13 марта 1942 разъезд был взят. На 11 апреля 1942 года в дивизии имелся только 41 % от штатной численности.
Весь 1942 год и большую часть 1943 года дивизия ведёт бои приблизительно в том же самом районе. Камнем преткновения для дивизии стала деревня Дубовик Киришского района, попытки штурма которой дивизией предпринимались в течение полутора лет. После оставления немецкими войсками плацдарма в Киришах, на правом берегу Волхова, дивизия вместе с другими соединениями армии была передвинута южнее, на восточные подступы к Чудово, где с октября 1943 года ведёт наступательные бои.
С января 1944 года участвует в Новгородско-Лужской наступательной операции, преследуя со второй декады января 1944 года войска противника, отходящие от Чудово — Любани, к концу января 1944 года выведена в резерв армии, вновь приступила к наступательным действиям с середины февраля 1944 года, наступая из района северо-западнее Шимска в направлении на Сольцы — Порхов, частью сил 26 февраля 1944 года участвовала в освобождении Порхова и в начале марта 1944 года вышла на подступы к Пскову, где упёрлась в рубеж «Пантера». Предпринимает попытки штурма рубежа, так 31 марта 1944 года в 8 часов, после артиллерийской подготовки, продолжавшейся 1 час 10 минут, дивизия, силами 1013-го и 1017-го полков, атаковала противника на участке Алхимово — Трегубово. За два часа упорного боя им удалось ворваться в первую траншею и частью сил форсировать реку Многа. С тяжелейшими боями в следующие дни дивизия медленно продвигалась вперёд и до 3 апреля 1944 года вклинилась в оборону противника на 4 километра по всей полосе наступления, дальнейшее продвижение оказалось невозможным.
С 17 июля 1944 года наступает в ходе Псковско-Островской операции, прорывает вражескую оборону по реке Великая южнее Пскова. В ходе Тартуской операции наступает в направлении Выру, где ведёт тяжёлые бои — Валга. 27 августа 1944 года дивизия освободила Апе. В сентябре 1944 года в ходе Рижской операции, вновь действует в составе 54-й армии, вышла к укреплённому рубежу «Сигулда».
11 октября 1944 года выведена из боёв, прибыла для погрузки на станцию Плявинас, переброшена в Волковыск. 7 ноября 1944 года была направлена в Шервинд (Восточная Пруссия) на 3-й Белорусский фронт, но уже 30 ноября 1944 года снята с позиций и переброшена в Польшу, где дислоцировалась в 20 километрах от Сандомирского плацдарма. До 12 января 1945 года в дивизии велась боевая учёба и подготовка к предстоящим боям. С 13 января 1945 года дивизия совершает марш за наступающими частями первого эшелона 1-го Украинского фронта и вступила в бой вторым эшелоном в ходе Сандомирско-Силезской наступательной операции. Вступает в бой в последние дни второй декады января 1944 года приблизительно в районе Заверце на реке Варта, наступает к Одеру севернее Катовиц, ведёт бои за станцию Лоза, 27 января 1945 года участвовала в освобождении Бендзина и Домброва-Гурнича, частью сил в освобождении Челядзи, 28 января 1945 года в освобождении Хожува, форсировала Одер севернее Оппельна. С 15 марта 1945 года принимает участие в Верхне-Силезской операции, наступает из района северо-западнее Оппельна вслед за танковыми частями, формирует внутреннее кольцо окружения немецких войск юго-западнее Оппельна и уничтожает окружённую группировку противника. В ночь на 7 апреля 1945 года дивизия заняла оборону под Штригау.
В мае 1945 года дивизия принимает участие в Пражской операции, наступая в направлении Яромержа
12 мая 1945 года дивизия была отведена в район города Ланденсхут, где и закончила войну.

## Состав
- 1013-й стрелковый полк
- 1015-й стрелковый полк
- 1017-й стрелковый полк
- 835-й артиллерийский полк
- 363-й отдельный истребительно-противотанковый дивизион
- 382-я отдельная разведывательная рота
- 578-й отдельный сапёрный батальон
- 731-й отдельный батальон связи (731-я отдельная рота связи)
- 299-й медико-санитарный батальон
- 364-я отдельная рота химической защиты
- 54-я автотранспортная рота
- 504-я (437-я) полевая хлебопекарня
- 707-й дивизионный ветеринарный лазарет
- 49-я полевая почтовая станция
- 815-я полевая касса Госбанка

Перечень № 5 Стрелковых, горнострелковых, мотострелковых и моторизованных дивизий, входивших в состав действующей армии в годы Великой Отечественной войны 1941—1945 гг. / А. П. Покровский. — М.: Министерство обороны, 1956. — 218 с.

## Подчинение
| Дата            | Фронт (округ)            | Армия                | Корпус                  | Примечания |
| --------------- | ------------------------ | -------------------- | ----------------------- | ---------- |
| 01.08.1941 года | Московский военный округ | -                    | -                       | -          |
| 01.09.1941 года | -                        | 52-я отдельная армия | -                       | -          |
| 01.10.1941 года | -                        | 4-я отдельная армия  | -                       | -          |
| 01.11.1941 года | -                        | 4-я отдельная армия  | -                       | -          |
| 01.12.1941 года | Ленинградский фронт      | 54-я армия           | -                       | -          |
| 01.01.1942 года | Ленинградский фронт      | 54-я армия           | -                       | -          |
| 01.02.1942 года | Ленинградский фронт      | 54-я армия           | -                       | -          |
| 01.03.1942 года | Ленинградский фронт      | 54-я армия           | -                       | -          |
| 01.04.1942 года | Ленинградский фронт      | 54-я армия           | -                       | -          |
| 01.05.1942 года | Ленинградский фронт      | 54-я армия           | -                       | -          |
| 01.06.1942 года | Ленинградский фронт      | 54-я армия           | -                       | -          |
| 01.07.1942 года | Волховский фронт         | 54-я армия           | -                       | -          |
| 01.08.1942 года | Волховский фронт         | 54-я армия           | -                       | -          |
| 01.09.1942 года | Волховский фронт         | 54-я армия           | -                       | -          |
| 01.10.1942 года | Волховский фронт         | 54-я армия           | -                       | -          |
| 01.11.1942 года | Волховский фронт         | 54-я армия           | -                       | -          |
| 01.12.1942 года | Волховский фронт         | 54-я армия           | -                       | -          |
| 01.01.1943 года | Волховский фронт         | 54-я армия           | -                       | -          |
| 01.02.1943 года | Волховский фронт         | 54-я армия           | -                       | -          |
| 01.03.1943 года | Волховский фронт         | 54-я армия           | -                       | -          |
| 01.04.1943 года | Волховский фронт         | 54-я армия           | -                       | -          |
| 01.05.1943 года | Волховский фронт         | 54-я армия           | -                       | -          |
| 01.06.1943 года | Волховский фронт         | 54-я армия           | -                       | -          |
| 01.07.1943 года | Волховский фронт         | 54-я армия           | -                       | -          |
| 01.08.1943 года | Волховский фронт         | 54-я армия           | -                       | -          |
| 01.09.1943 года | Волховский фронт         | -                    | -                       | -          |
| 01.10.1943 года | Волховский фронт         | 54-я армия           | -                       | -          |
| 01.11.1943 года | Волховский фронт         | 54-я армия           | -                       | -          |
| 01.12.1943 года | Волховский фронт         | 54-я армия           | -                       | -          |
| 01.01.1944 года | Волховский фронт         | 54-я армия           | 115-й стрелковый корпус | -          |
| 01.02.1944 года | Ленинградский фронт      | -                    | 119-й стрелковый корпус |            |
| 01.03.1944 года | Ленинградский фронт      | 54-я армия           | 119-й стрелковый корпус | -          |
| 01.04.1944 года | Ленинградский фронт      | 54-я армия           | 119-й стрелковый корпус | -          |
| 01.05.1944 года | 3-й Прибалтийский фронт  | 67-я армия           | 119-й стрелковый корпус | -          |
| 01.06.1944 года | 3-й Прибалтийский фронт  | 67-я армия           | 119-й стрелковый корпус | -          |
| 01.07.1944 года | 3-й Прибалтийский фронт  | 67-я армия           | 119-й стрелковый корпус | -          |
| 01.08.1944 года | 3-й Прибалтийский фронт  | 1-я ударная армия    | 123-й стрелковый корпус | -          |
| 01.09.1944 года | 3-й Прибалтийский фронт  | 54-я армия           | 123-й стрелковый корпус | -          |
| 01.10.1944 года | 3-й Прибалтийский фронт  | 54-я армия           | -                       | -          |
| 01.11.1944 года | Резерв Ставки ВГК        | 21-я армия           | 55-й стрелковый корпус  | -          |
| 01.12.1944 года | Резерв Ставки ВГК        | 21-я армия           | 55-й стрелковый корпус  | -          |
| 01.01.1945 года | 1-й Украинский фронт     | 21-я армия           | 55-й стрелковый корпус  | -          |
| 01.02.1945 года | 1-й Украинский фронт     | 21-я армия           | 55-й стрелковый корпус  | -          |
| 01.03.1945 года | 1-й Украинский фронт     | 21-я армия           | 118-й стрелковый корпус | -          |
| 01.04.1945 года | 1-й Украинский фронт     | 21-я армия           | 55-й стрелковый корпус  | -          |
| 01.05.1945 года | 1-й Украинский фронт     | 21-я армия           | 55-й стрелковый корпус  | -          |

## Командиры
- Кузьмин, Иван Кузьмич (02.07.1941 — 06.07.1941), комбриг
- Киселёв, Павел Иванович (11.07.1941 — 16.10.1941), полковник
- Свиклин, Теодор-Вернер Андреевич (17.10.1941 — 10.03.1942), полковник
- Сергеев, Леонид Гаврилович (11.03.1942 — 29.05.1942), подполковник, с 01.06.1942 полковник
- Белов, Александр Романович (02.06.1942 — 28.08.1943), полковник
- Городецкий, Борис Алексеевич (29.08.1943 — 20.01.1944), полковник
- Соболь, Иван Дорофеевич (21.01.1944 — 19.05.1944), полковник
- Сухарев, Николай Фёдорович (20.05.1944 — 11.05.1945), полковник

## Награды и наименования
| Награда (наименование)                | Дата           | За что награждена |
| ------------------------------------- | -------------- | --- |
| Почетное наименование «Домбровская»   | 5.04.1945 года | почётное наименование присвоено приказом Верховного Главнокомандующего № 054 от 5 апреля 1945 года за отличие в боях за освобождение Домбровского угольного бассейна |
| Орден Богдана Хмельницкого II степени | 5.04.1945 года | награждена указом Президиума Верховного Совета СССР от 5 апреля 1945 года за образцовое выполнение заданий командования в боях с немецкими захватчиками при форсировании реки Одер юго-восточнее города Бреслау (Бреславль) и проявленные при этом доблесть и мужество. |

Награды частей дивизии:
- 1013-й стрелковый ордена Кутузова[5] полк
- 1015-й стрелковый Одерский[6] полк

## Отличившиеся воины
- Коринский, Леонтий Назарович, старший сержант, командир орудийного расчёта 1 батареи 835 артиллерийского полка.[7]

## Память
- Памятник воинам Ярославских дивизий. В Любимском сквере Ярославля. Сооружен в честь 30-летия Победы. Героическим защитникам Родины — воинам Ярославской 234 коммунистической, 238, 243, 285,291, 78 стрелковых дивизий и других соединений и частей. Сформированных на территории области в годы Великой Отечественной войны 1941—1945 гг.